# Марія Паула Сілва
Марія Паула Сілва (порт. Maria Paula Silva, 11 березня 1962) — бразильська баскетболістка.
Срібна призерка Олімпійських Ігор 1996 року, учасниця 1992 року.
Переможниця Панамериканських ігор 1991 року, срібна призерка 1987 року, бронзова призерка 1983 року.
Чемпіонка світу 1994 року.